# Françoise Babou de la Bourdaisière
Françoise Babou de la Bourdaisière (1542 – 9. června 1592, Issoire) byla francouzská šlechtična a dvorní dáma.
Jejím otcem byl Jean Babou de La Bourdaisière a matkou Françoise Robertet. V roce 1558 se provdala za Antoina d'Estrées a stala se tak matkou Gabrielle d'Estrées, pozdější titulární metresy a snoubenky francouzského krále Jindřicha IV.
Vychování získala u královského u dvora jako fille d'honneur (čestná dvorní dáma) Marie Stuartovny až do jejího sňatku v roce 1558 a dále byla od roku 1559 dame d'honneur (dvorní dáma) Marie Stuartovny do Mariina odchodu do Skotska v roce 1561; ve stejné funkci působila u královny Louisy v letech 1575–1583.
Françoise Babou nežila u dvora s manželem, ale měli oddělené pokoje. Jejím milencem byl Louis de Béranger. Ten však byl zabit v souboji v roce 1575.
V roce 1583 odešla od dvora i od svého manžela natrvalo, a dále žila se svým milencem Yvesem d'Alègre na jeho statcích v Auvergne. V roce 1589 byl Yves d'Alègre jmenován guvernérem Issoire v Auvergne králem Jindřichem III. Doprovázela ho tam a společně pak spravovali město. S jeho souhlasem zavedla zákony na omezení přepychu, jejichž překročení se trestalo smrtí. Jejich správa byla natolik nepopulární, že byli v roce 1592 z politických důvodů zavražděni měšťany, kteří se jim vloupali za tímto účelem do domu.
Byla oblíbeným zájmem spisů Brantôma.